# Ballard County
Ballard County är ett administrativt område i delstaten Kentucky i USA. Det grundades 1842. År 2010 var invånarantalet 8 249 personer.  Den administrativa huvudorten (county seat) är Wickliffe. Countyt är döpt efter militären Bland Ballard som var ledamot av Kentuckys lagstiftande församling.
I Ballard County är det olagligt att sälja alkoholhaltiga drycker, det är ett så kallat "dry county".

## Geografi
Enligt United States Census Bureau har countyt en total area på 709 km². 651 km² av det är land och 58 km² är vatten. 

### Angränsande countyn
- Pulaski County, Illinois - nord
- McCracken County - öst
- Carlisle County - syd
- Mississippi County, Missouri - sydväst
- Alexander County, Illinois - väst